# NGC 6566
NGC 6566 هي مجرة تتبع كوكبة التنين. اكتشفها هاينريش لويس دريست في 27 أكتوبر 1861.

## روابط خارجية
- NGC 6566 على موقع ويكي سكاي: DSS2, SDSS, GALEX, IRAS, Hydrogen α, X-Ray, Astrophoto, Sky Map, Articles and images